# Hohenwarth-Mühlbach a.M.
Hohenwarth-Mühlbach a.M., Hohenwarth-Mühlbach am Manhartsberg – gmina targowa w Austrii, w kraju związkowym Dolna Austria, w powiecie Hollabrunn, w regionie Weinviertel. Według Austriackiego Urzędu Statystycznego liczyła 1 266 mieszkańców (1 stycznia 2014).